# Ilona Krzywicka
Ilona Krzywicka (ur. w Szczecinie) – polska śpiewaczka operowa (sopran).
Absolwentka Akademii Muzycznej w Poznaniu (klasa prof. Grażyny Flicińskiej-Panfil, dyplom z wyróżnieniem w 2009). W latach 2009–2012 solistka Opery Narodowej w Paryżu. Oprócz teatrów tej opery (Opera Bastille i Palais Garnier) występowała m.in. w Teatro Real w Madrycie, Operze Krakowskiej, Operze na Zamku w Szczecinie, Operze Nova w Bydgoszczy, Operze Wrocławskiej, Teatrze Wielkim w Poznaniu. 

## Wybrane partie operowe
- Cio-Cio-San (Madame Butterfly, Puccini)
- Donna Anna (Don Giovanni, Mozart)
- Eurydyka (Orfeusz i Eurydyka, Gluck)
- Jenufa (Jenufa, Janáček)
- Mimi (Cyganeria, Puccini)
- Micaela (Carmen, Bizet)
- Tatiana (Eugeniusz Oniegin, Czajkowski)

## Wybrane nagrody
- 2009: XIII Międzynarodowy Konkurs Sztuki Wokalnej im. Ady Sari w Nowym Sączu - III nagroda
- 2012: Prix Lyrique L'ARCOP dla najlepszej solistki sezonu w Operze Narodowej w Paryżu[1]